# Stephanie Jenal
Stephanie Jenal (9 marzo 1998) è una sciatrice alpina svizzera.

## Biografia
Attiva in gare FIS dal novembre del 2014, la Jenal ha esordito in Coppa Europa il 15 dicembre 2016 ad Andalo in slalom gigante e in Coppa del Mondo il 14 dicembre 2019 a Sankt Moritz in supergigante, in entrambi i casi senza completare la prova. Il 4 gennaio 2021 ha conquistato la prima vittoria, nonché primo podio, in Coppa Europa, a Zinal in supergigante; non ha preso parte a rassegne olimpiche o iridate.

## Palmarès

### Mondiali juniores
- 1 medaglia:
  - 1 bronzo (supergigante a Davos 2018)

### Coppa del Mondo
- Miglior piazzamento in classifica generale: 73ª nel 2023

### Coppa Europa
- Miglior piazzamento in classifica generale: 14ª nel 2021
- 4 podi:
  - 1 vittoria
  - 3 terzi posti

#### Coppa Europa - vittorie
| Data           | Località | Paese    | Specialità |
| -------------- | -------- | -------- | ---------- |
| 4 gennaio 2021 | Zinal    | Svizzera | SG         |

Legenda:

SG = supergigante

### Campionati svizzeri
- 5 medaglie:
  - 2 argenti (discesa libera, supergigante nel 2023)
  - 3 bronzi (discesa libera, supergigante nel 2021; discesa libera nel 2024)